# آنری تری
آنری تری (فرانسوی: Henry Terry‎; ۲۷ مهٔ ۱۸۶۸ – ۲۷ ژوئیهٔ ۱۹۵۲) بازیکن کریکت اهل فرانسه بود.